# Hockenheim
Hockenheim és una ciutat alemanya de Baden-Württemberg propera a Heidelberg i Walldorf.
És la seu del Gran Premi d'Alemanya de Fórmula 1, que es disputa al circuit de Hockenheimring, a la rodalia de la ciutat.

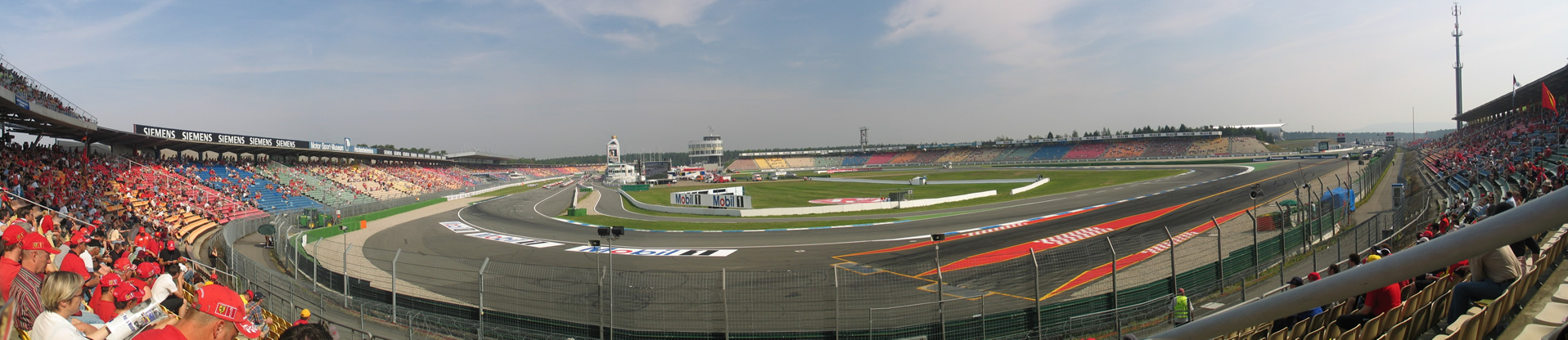
Vista del circuit.

## Geografia

### Clima
| Paràmetres climàtics mitjans de Hockenheim (1991-2020) | Paràmetres climàtics mitjans de Hockenheim (1991-2020) | Paràmetres climàtics mitjans de Hockenheim (1991-2020) | Paràmetres climàtics mitjans de Hockenheim (1991-2020) | Paràmetres climàtics mitjans de Hockenheim (1991-2020) | Paràmetres climàtics mitjans de Hockenheim (1991-2020) | Paràmetres climàtics mitjans de Hockenheim (1991-2020) | Paràmetres climàtics mitjans de Hockenheim (1991-2020) | Paràmetres climàtics mitjans de Hockenheim (1991-2020) | Paràmetres climàtics mitjans de Hockenheim (1991-2020) | Paràmetres climàtics mitjans de Hockenheim (1991-2020) | Paràmetres climàtics mitjans de Hockenheim (1991-2020) | Paràmetres climàtics mitjans de Hockenheim (1991-2020) | Paràmetres climàtics mitjans de Hockenheim (1991-2020) |
| Mes                                                    | Gen.                                                   | Feb.                                                   | Mar.                                                   | Abr.                                                   | Mai.                                                   | Jun.                                                   | Jul.                                                   | Ago.                                                   | Set.                                                   | Oct.                                                   | Nov.                                                   | Des.                                                   | Anual                                                  |
| ------------------------------------------------------ | ------------------------------------------------------ | ------------------------------------------------------ | ------------------------------------------------------ | ------------------------------------------------------ | ------------------------------------------------------ | ------------------------------------------------------ | ------------------------------------------------------ | ------------------------------------------------------ | ------------------------------------------------------ | ------------------------------------------------------ | ------------------------------------------------------ | ------------------------------------------------------ | ------------------------------------------------------ |
| Temperatura màxima registrada °C (°F)                  | 16,5 (61,7)                                            | 20,6 (69,1)                                            | 25,5 (77,9)                                            | 32,0 (89,6)                                            | 34,2 (93,6)                                            | 37,7 (99,9)                                            | 39,8 (103,6)                                           | 39,5 (103,1)                                           | 33,4 (92,1)                                            | 28,4 (83,1)                                            | 22,5 (72,5)                                            | 17,3 (63,1)                                            | 39,8 (103,6)                                           |
| Temperatura mínima registrada °C (°F)                  | −17,9 (−0,2)                                           | −16,3 (2,7)                                            | −14,5 (5,9)                                            | −6,2 (20,8)                                            | 0,1 (32,2)                                             | 3,5 (38,3)                                             | 6,9 (44,4)                                             | 4,3 (39,7)                                             | 0,5 (32,9)                                             | −4,9 (23,2)                                            | −9,6 (14,7)                                            | −16,1 (3)                                              | −17,9 (−0,2)                                           |
| Temperatura diària màxima °C (°F)                      | 5,3 (41,5)                                             | 7,3 (45,1)                                             | 12,1 (53,8)                                            | 17,3 (63,1)                                            | 21,2 (70,2)                                            | 24,8 (76,6)                                            | 26,8 (80,2)                                            | 26,6 (79,9)                                            | 21,6 (70,9)                                            | 15,7 (60,3)                                            | 9,4 (48,9)                                             | 5,9 (42,6)                                             | 16,2 (61,2)                                            |
| Temperatura diària mínima °C (°F)                      | −0,4 (31,3)                                            | 0,0 (32)                                               | 2,5 (36,5)                                             | 5,6 (42,1)                                             | 9,8 (49,6)                                             | 13,3 (55,9)                                            | 15,3 (59,5)                                            | 14,8 (58,6)                                            | 10,8 (51,4)                                            | 7,0 (44,6)                                             | 3,3 (37,9)                                             | 0,7 (33,3)                                             | 6,9 (44,4)                                             |
| Precipitació total mm (polzades)                       | 49,0 (1,9)                                             | 43,0 (1,7)                                             | 48,0 (1,9)                                             | 41,0 (1,6)                                             | 70,0 (2,8)                                             | 64,0 (2,5)                                             | 67,0 (2,6)                                             | 55,0 (2,2)                                             | 55,0 (2,2)                                             | 58,0 (2,3)                                             | 59,0 (2,3)                                             | 62,0 (2,4)                                             | 671,0 (26,4)                                           |
| Font: Wetter und Klima Hockenheim - wetterlabs.de      |                                                        |                                                        |                                                        |                                                        |                                                        |                                                        |                                                        |                                                        |                                                        |                                                        |                                                        |                                                        |                                                        |